# Mercedes-Benz O 405
El Mercedes-Benz O 405 es un modelo de autobús urbano con chasis de concepción autoportante fabricado por Mercedes-Benz entre 1984 y 2001 para el mercado europeo, siendo sucesor del Mercedes-Benz O 305 y antecesor del Mercedes-Benz Citaro.

## Versión de piso estándar

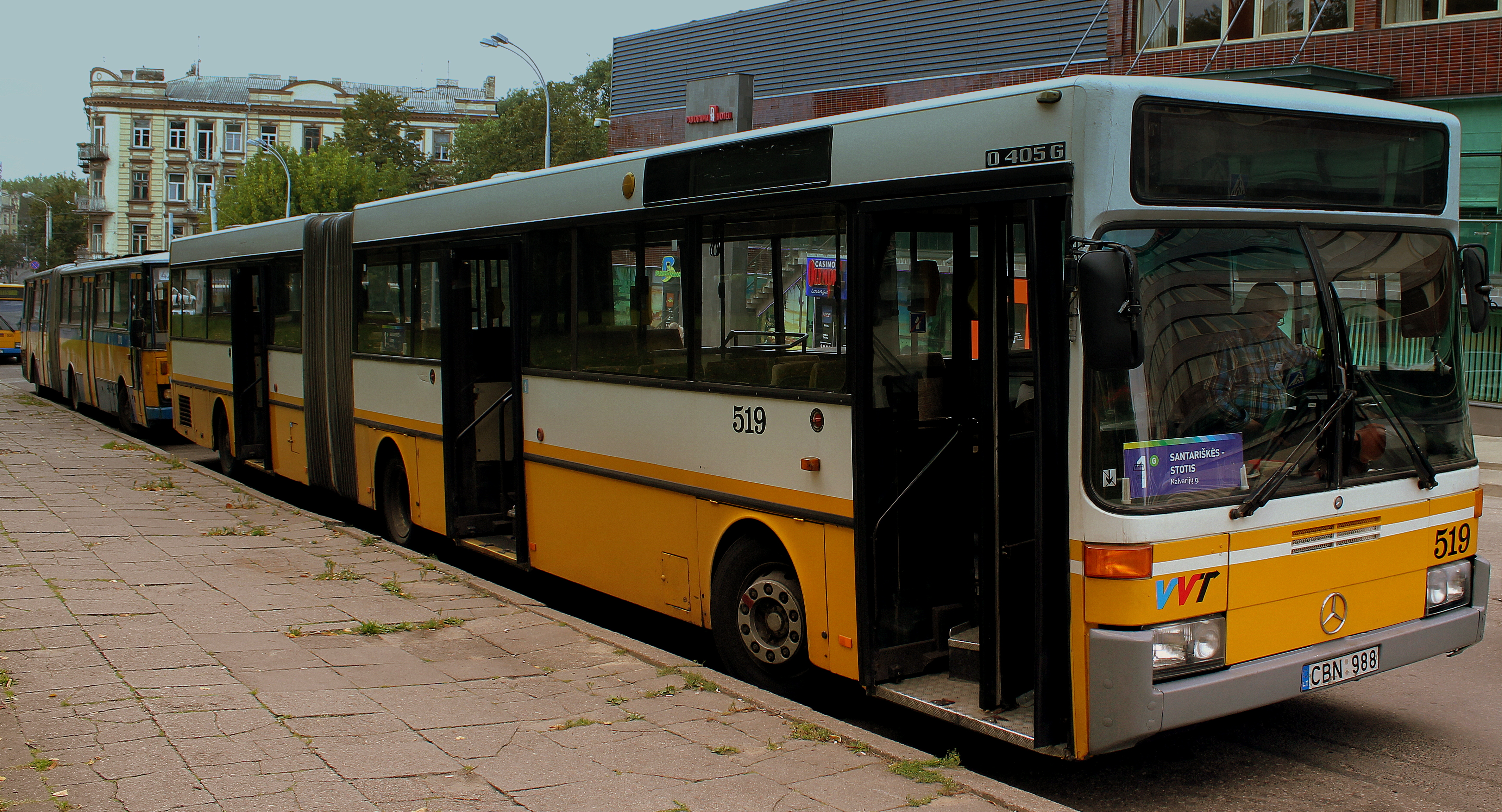
O405G

La versión con acceso escalonado se conocía como O405. También se construyó una versión articulada de tres ejes, conocida como O405G, y un trolebús, como O405T. Hubo dos generaciones del O405, designadas como O405 MkI y O405 MkII. La mayoría de ellas tienen una cúpula de techo cuadrada (ligeramente arqueada) con un parabrisas de doble curvatura, indicador de destino montado por separado y limpiaparabrisas con sistema de pantógrafo, que se utilizó en algunos autobuses como el Dennis Dart, el Leyland Lynx, el MAN NL262 y el MAN SL202.

### O405 Mark I
El O405 Mark I se comercializó entre mediados de la década de 1980 y principios de la década de 1990. Se presentó en septiembre de 1983. Presentaba un motor diésel de aspiración natural Mercedes-Benz OM447h con potencias de 157 kW (211 HP) o 184 kW (247 HP). Opcionalmente estaba disponible un motor de gas natural comprimido (GNC) de aspiración natural modelo M447hG con una potencia de 150 kW (201 HP). La caja de cambios acoplada al motor solía ser la Mercedes-Benz W3E110/2.2R o la Mercedes-Benz W4E112/2.2R (la primera podía manejar el motor más potente de 184 kW), aunque ha habido otras cajas de cambios como la ZF 5HP 500 o la Allison B300R acopladas al motor.

### O405 Mark II
El O405 Mark II se comercializó desde principios de la década de 1990 hasta finales de esa misma década y principios de la década de 2000 en algunas partes del mundo. Incorporaba un motor turboalimentado Mercedes-Benz OM447hA con una potencia de 184 kW (247 CV), aunque algunos ejemplares incluían un motor atmosférico (OM447h-II), un motor turboalimentado (OM447hA) o un motor turboalimentado con intercooler (OM447hLA). La caja de cambios acoplada al motor era la ZF 4HP 500 o 5HP 500, o la Voith D864.3.
A partir de 1994, este chasis estuvo disponible con el motor de gas natural comprimido (GNC) atmosférico M447hG Euro II de 175 kW (235 CV).

## O405N de piso bajo

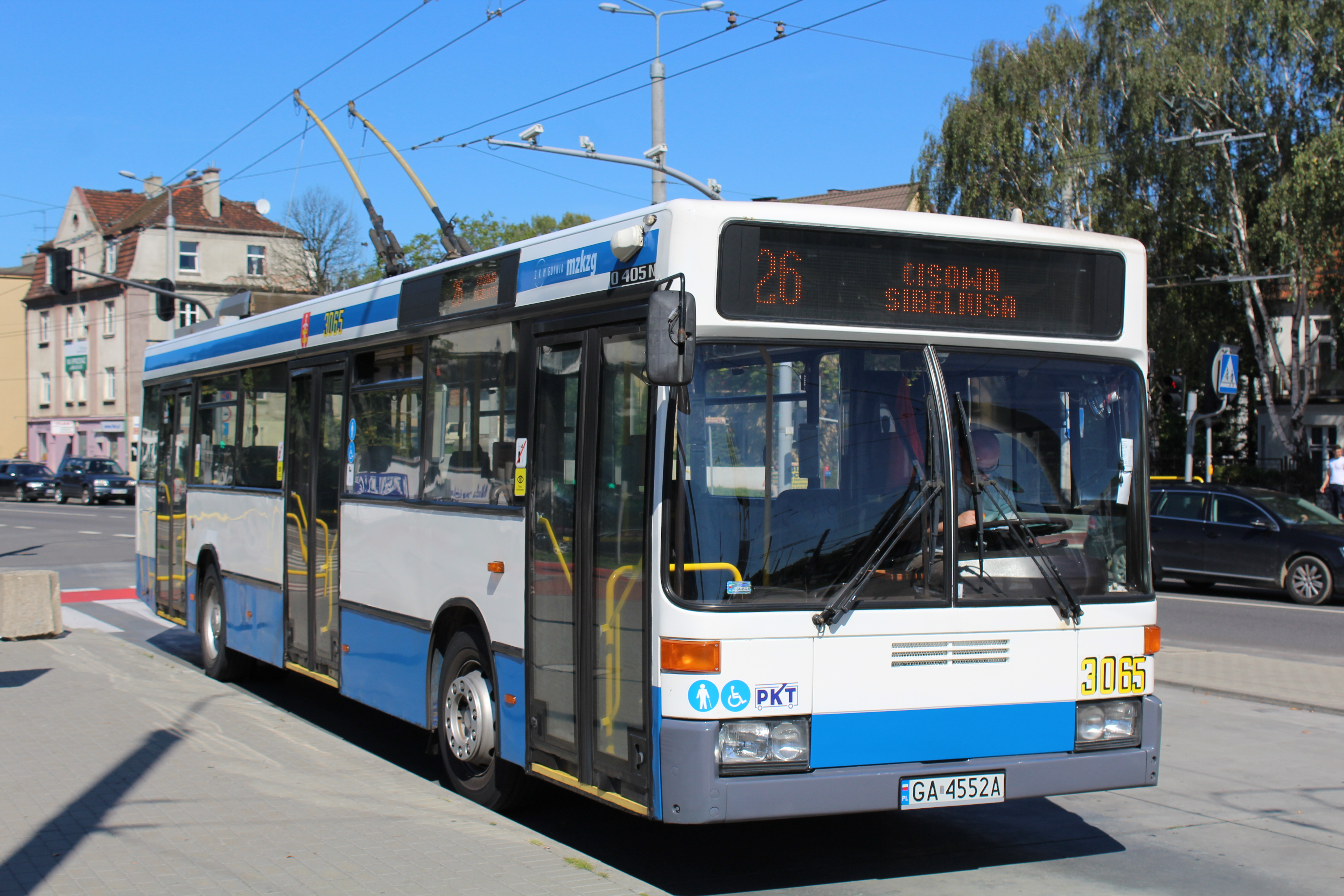
O405NE

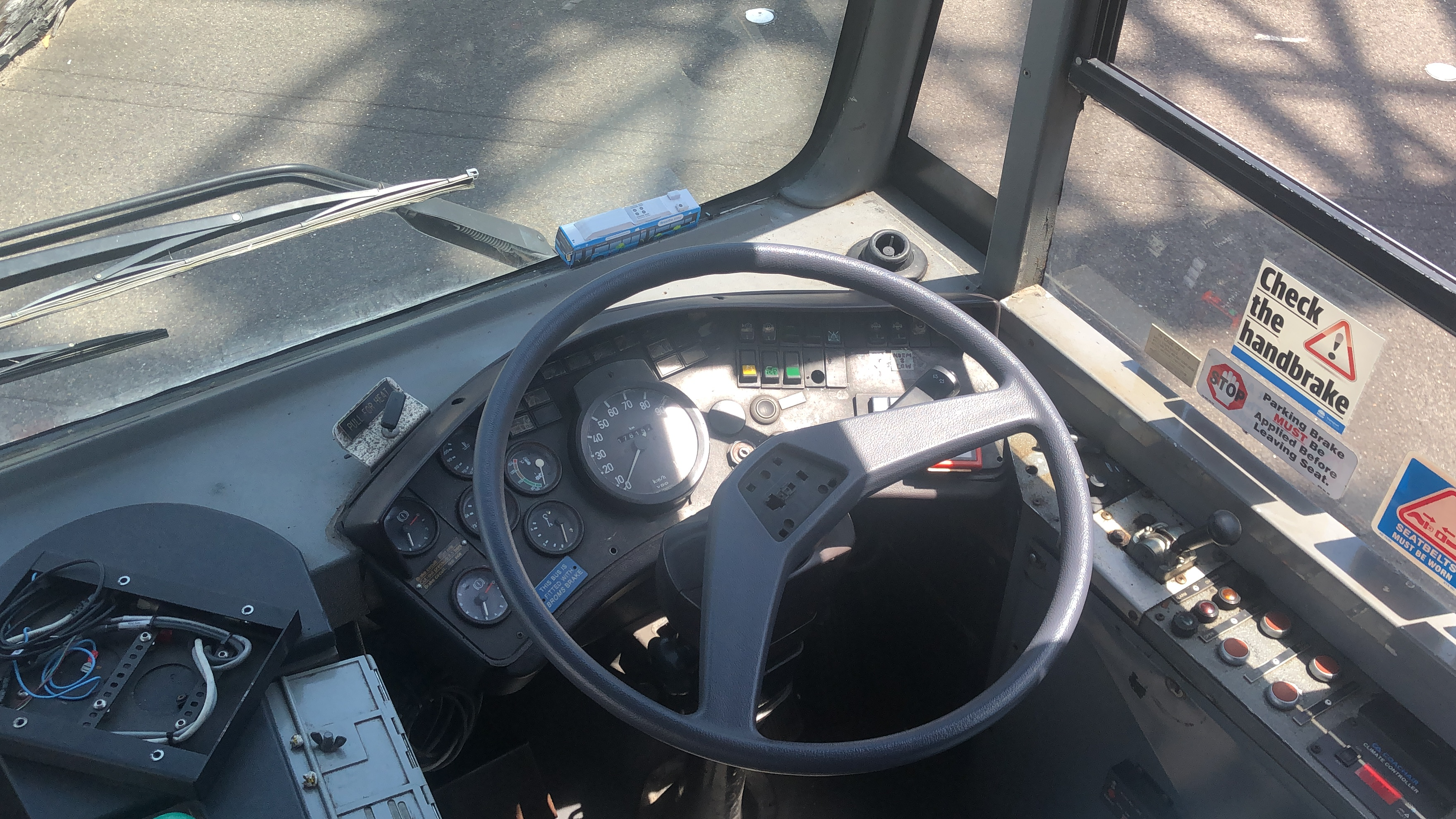
Tablero del O405 australiano (mismo diseño que el 0405 y NH)

La versión de piso bajo del O405 convencional, conocida como O405N (o O405GN para la versión articulada de 3 ejes), se lanzó en septiembre de 1989. Posteriormente, se construyó una versión más desarrollada, conocida como O405N²/O405N2 (o O405GN²/O405GN2 para la versión articulada de 3 ejes). Los O405(G)N no tienen escalones en las entradas y salidas, sino que los asientos están montados sobre plataformas. El tipo GN2 solucionó este problema. Estos autobuses suelen estar equipados con transmisiones ZF, pero algunos incluyen modelos Voith. Presenta una cúpula de techo cuadrada (ligeramente arqueada), similar a la del MAN NL202 y el MAN NL262, con un parabrisas de doble curvatura y una pantalla de destino montada por separado, con la diferencia de que presenta una disposición de piso bajo con asientos montados sobre plataformas..

## O405NH de acceso bajo (low-entry)

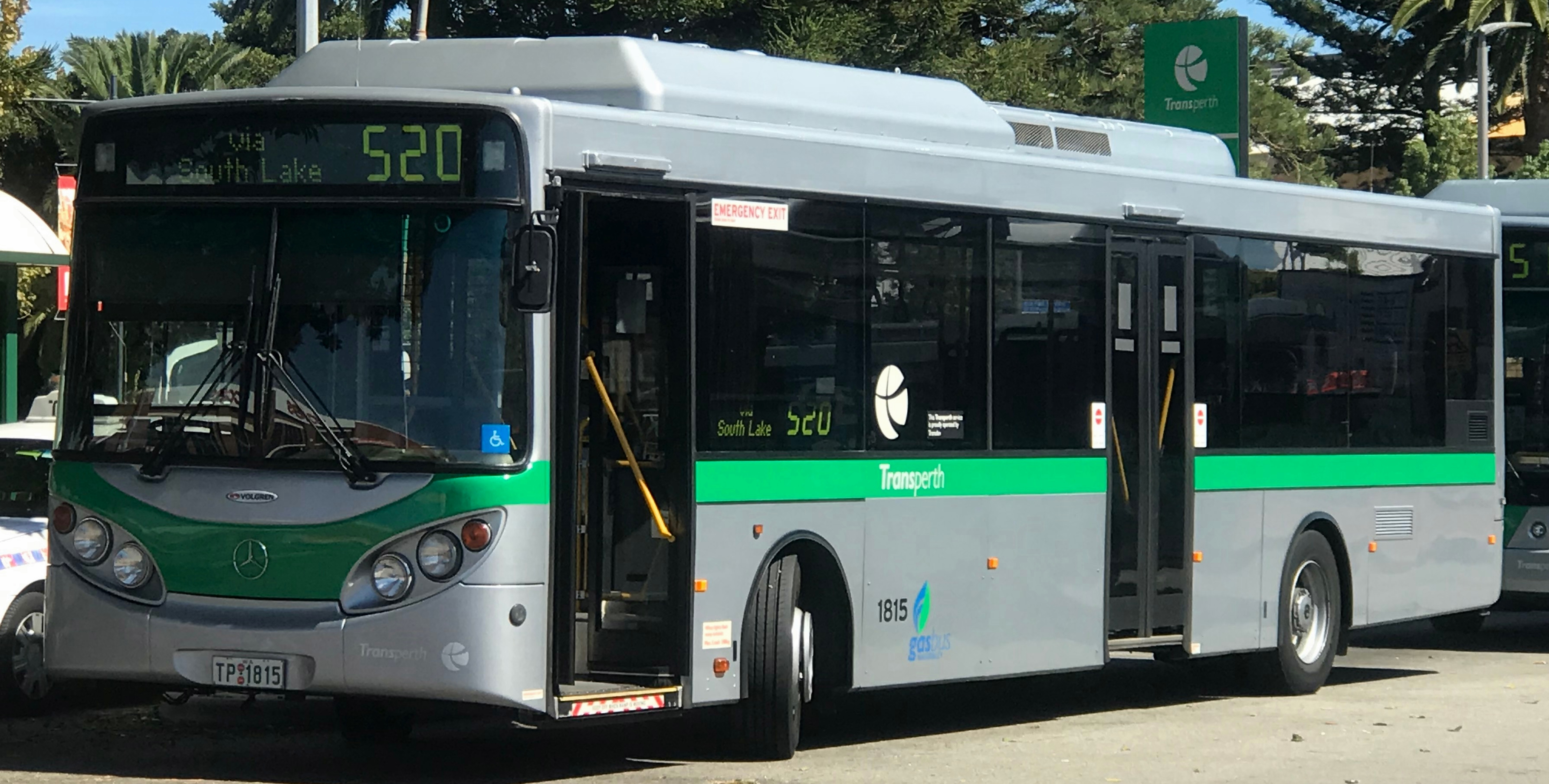
Transperth Volgren O405NH CNG

La versión de acceso bajo del O405 se denominó chasis O405NH, fabricado por EvoBus para el mercado australiano. Gran parte de su popularidad, tanto entre operadores gubernamentales como privados, se debe a la popularidad del chasis Mercedes-Benz O405 MkII, al que reemplazó.

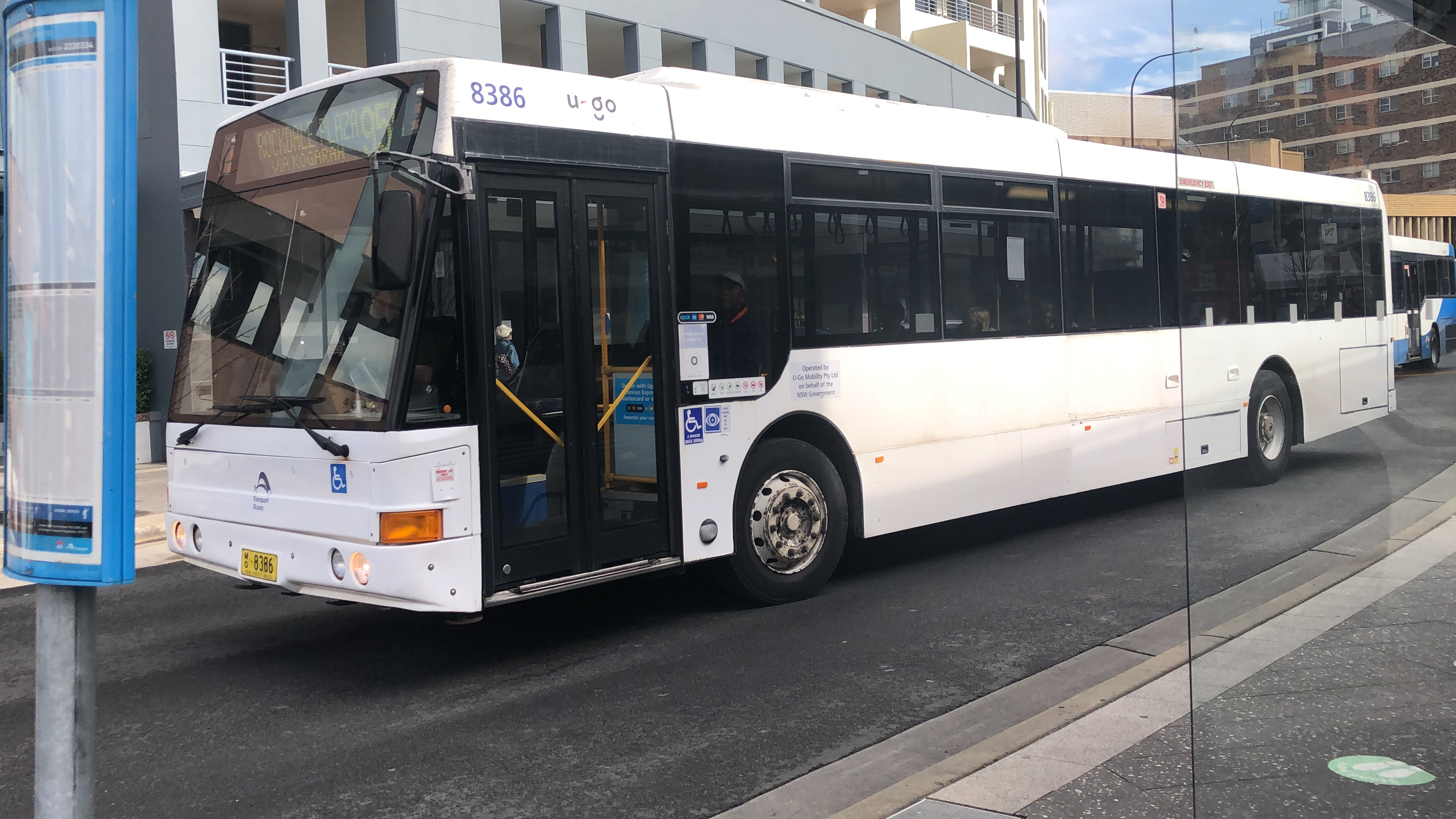
U Go Mobility Bustech 0405NH

El chasis se derivó de una combinación de los módulos traseros de un chasis O405 MkII y los módulos delanteros de un chasis O405N²/O405GN². Debido a la diferencia de altura entre los módulos delantero y trasero del chasis, hay uno o más escalones que suben desde detrás de la puerta central hasta la línea de piso estándar del O405. Dado que el chasis tiene un motor montado horizontalmente, no hay espacio para una puerta trasera.[cita requerida] Este concepto de acceso bajo se ha vuelto muy popular en Europa; se han lanzado muchos productos integrales que utilizan este concepto, como el Mercedes-Benz Citaro LE.

## O407 suburbano

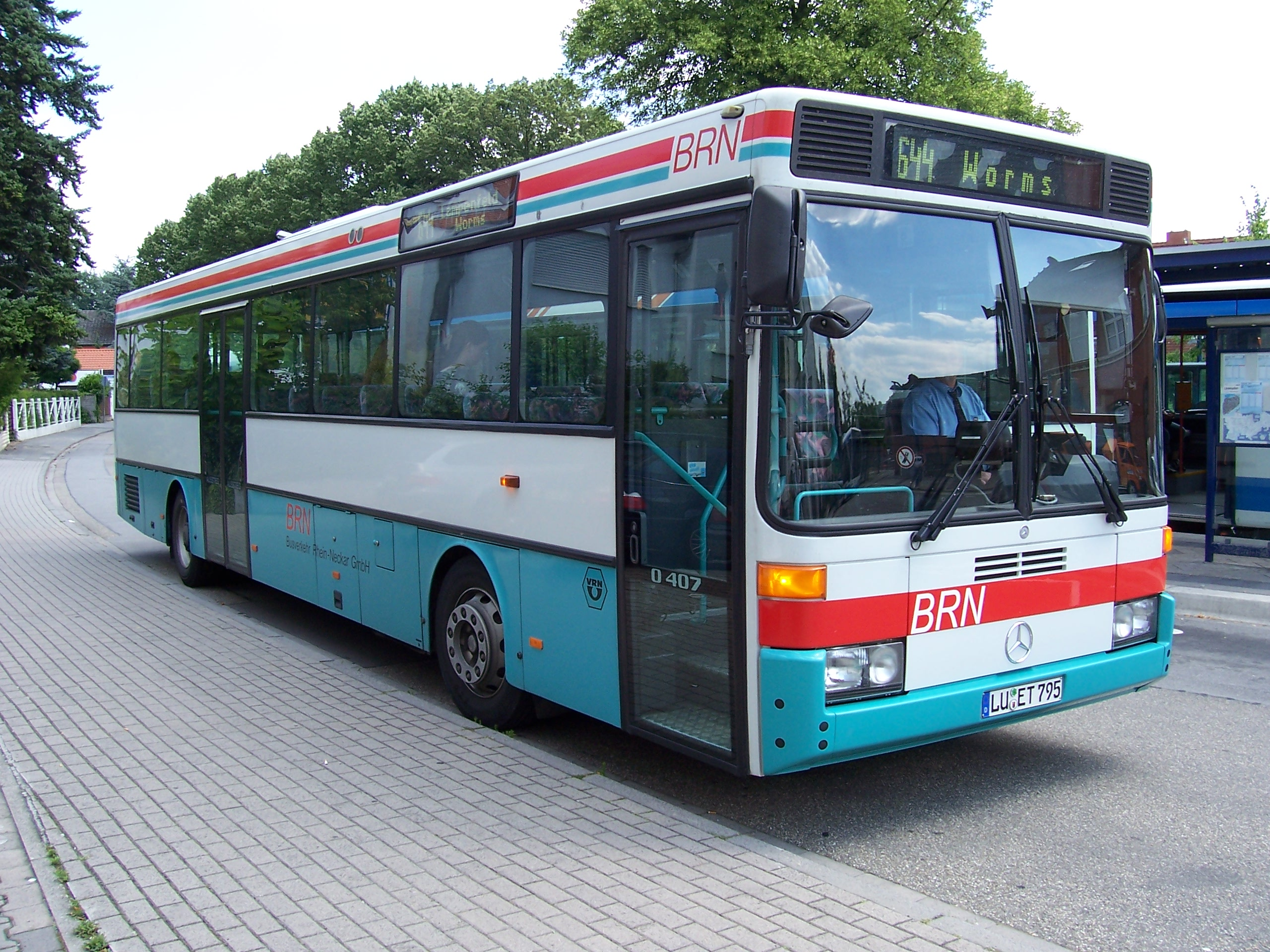
O407 integral

La versión suburbana se llamó O407 (o O407G/O405GÜ para la versión articulada de 3 ejes), tenía una sola puerta en la parte delantera y dos en el medio, con todos los asientos orientados hacia la parte delantera del autobús. Incorporaba un motor atmosférico Mercedes-Benz OM447h con una potencia de 177 kW (237 CV) y una caja de cambios manual Mercedes-Benz de 6 velocidades.
Es el autobús que más tiempo ha estado en venta del mercado, con 17 años. A raíz del éxito cosechado surgieron las versiones articulada (O 405 G) en el mismo año, la primera de piso bajo (O 405 N) en 1989 (la articulada, O 405 GN, en 1991, dejándose ambas de vender en 1995) y la segunda (O 405 N2 y O 405 GN2) desde 1994.
En países como España, Portugal o Reino Unido, desde 1987 Mercedes-Benz exportó chasis para ser carrozados por empresas secundarias como Unicar (Camo en Portugal), Burillo, Castrosúa o Hispano para España.

## Órdenes y operaciones conocidas

### Portugal
- Camo U1001S
- Camo Camus

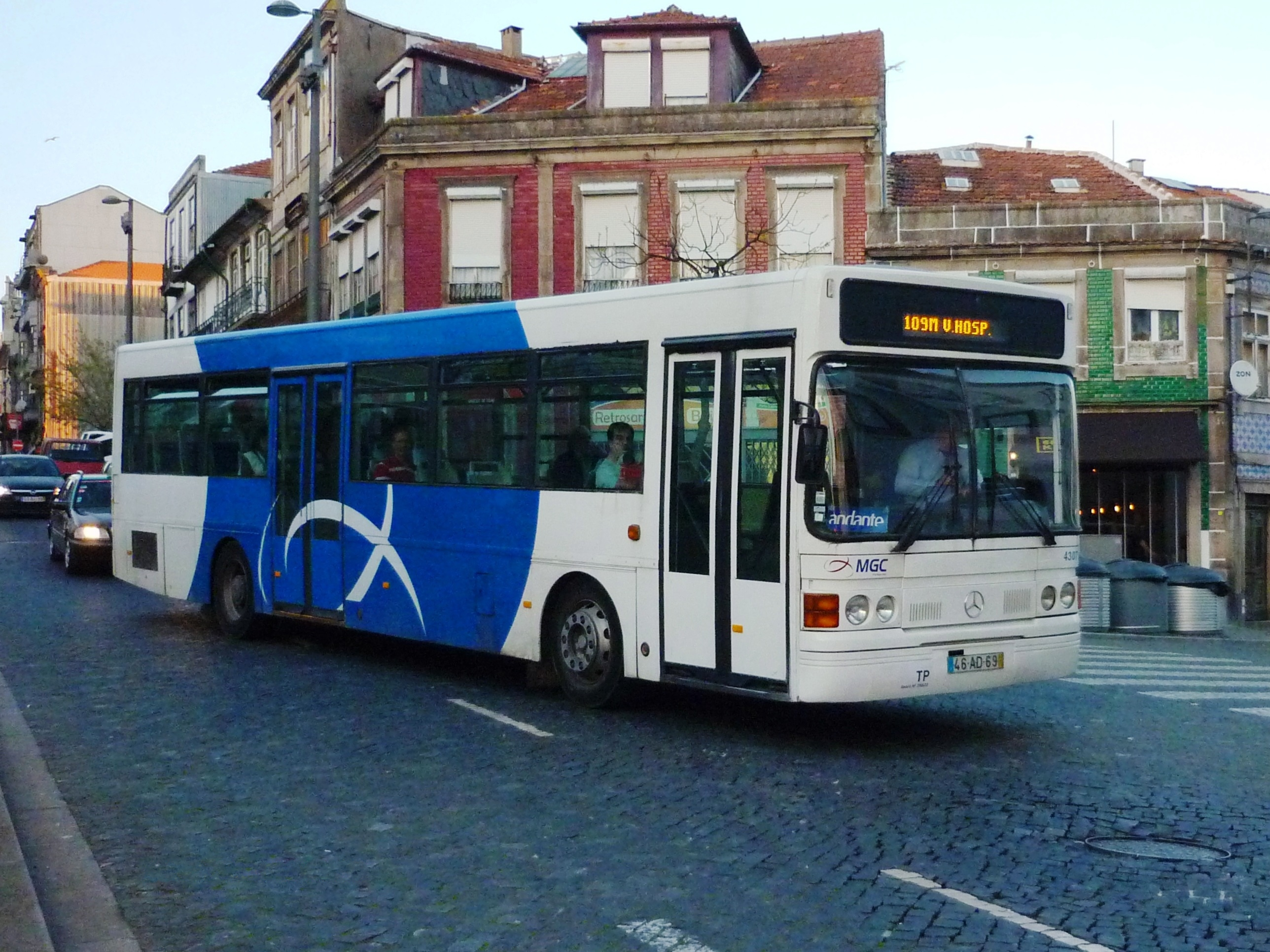
Castrosua O405N en Portugal

- Irmãos Mota Atomic UR95 and UR2000
- Marcopolo Tricana

En 1995, se entregaron los primeros seis autobuses O405 a la Rodoviária de Lisboa (antigua Rodoviária Nacional) como cargas L-774 a L-779. Entre 1996 y 2003, se entregaron más autobuses O405. Los dos primeros O405N se entregaron en febrero de 2003 como cargas L-533 y L-534, y dos meses después como L-530, L-531, L-532 y L-535. El primer O405N2 se entregó en julio de 2004 como carga L-511. Los dos primeros autobuses articulados O405G se entregaron en 2002, y en 2007 se entregaron más autobuses O405G para sustituir a los antiguos autobuses Volvo B10MA. Los dos primeros autobuses UR95 O405 fueron entregados en el año 2004, procedentes de Vimeca Transportes como mercancías L-548 y L-549.
Muchos autobuses O405 se descontinuaron en 2013 y fueron reemplazados por los autobuses O405N2 Camo Camus, originalmente fabricados por CCFL Carris entre 2013 y 2014, y los Citaros de segunda mano entre 2015 y 2016. El resto de los autobuses O405 se descontinuaron por completo a finales de 2022, al igual que los autobuses con carrocería Camo Camus y los Citaros C1, en favor de los nuevos Conectos, Citaros K e Intouros, que se utilizan en la nueva empresa Carris Metropolitana (que comenzó a operar en 2023). Algunos autobuses O405 cambiaron los colores de la RL (Ejemplo: El autobús de carga O405N2 L-540 era originalmente de color amarillo RL, ahora cambió a azul RL en 2015).

### España
- Unicar
- Hispano Carrocera
- Castrosua
- Burillo

### Reino Unido

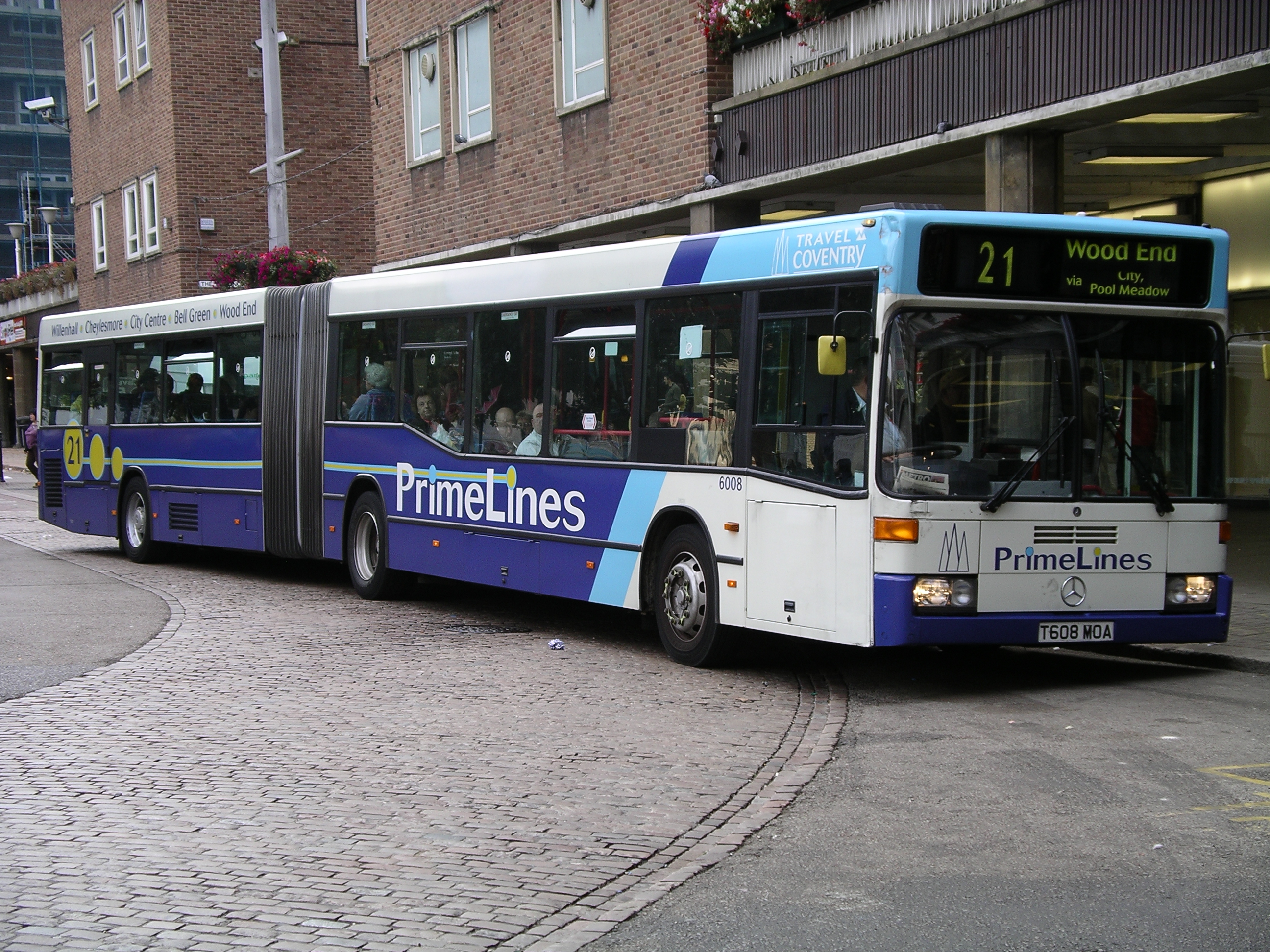
Travel Coventry O405GN

Se construyeron un total de 365 O405 para operadores en el Reino Unido, de los cuales Travel West Midlands adquirió 204. Alexander Dennis fabricó un único O405Gs para Grampian Regional Transport.
Se construyeron un total de 204 O405N para operadores en el Reino Unido, de los cuales Travel West Midlands adquirió 193. Se construyeron un total de 15 O405GN para operadores en el Reino Unido, y Travel West Midlands adquirió 11.

### Hong Kong

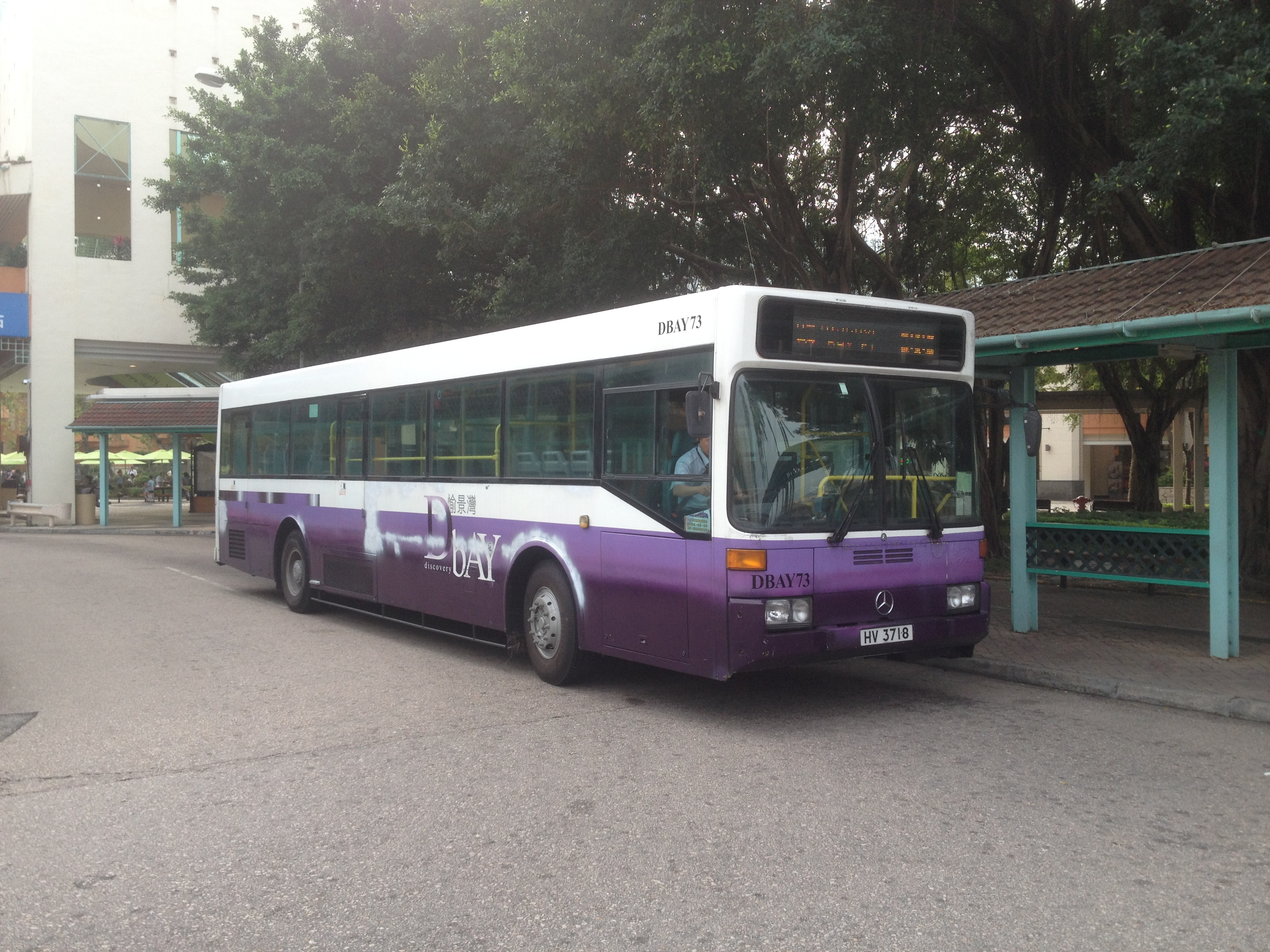
El Mercedes-Benz O405 de Discovery Bay Transit Services en abril de 2015

Discovery Bay Transit Services de Hong Kong adquirió cuatro autobuses de un solo piso O405 entre 1995 y 1998, dos estaban equipados con carrocería construida localmente por Asia Auto Body Works y los otros dos tenían carrocería Hispano Carrocera.

### Australia

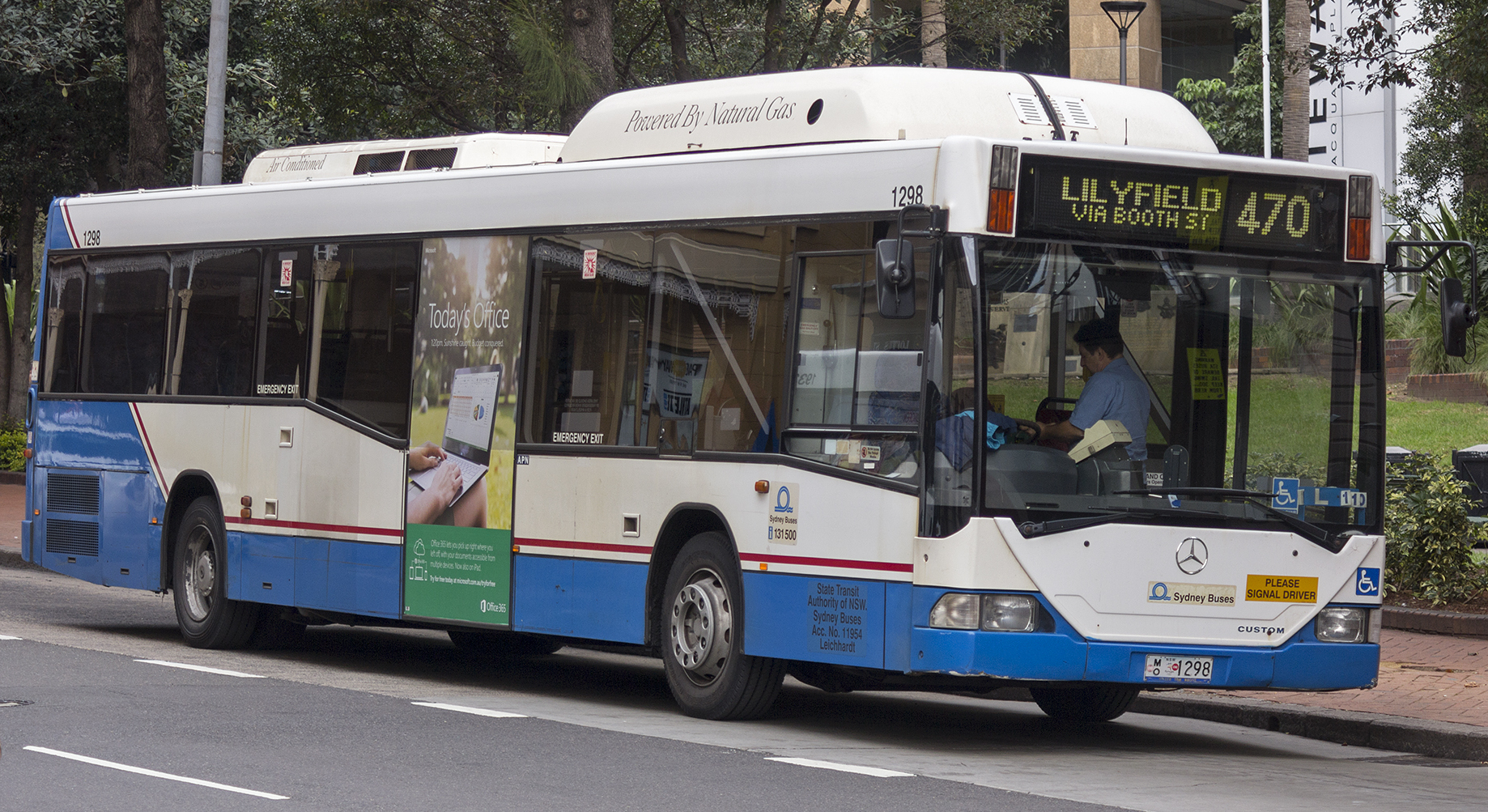
Autocares personalizados de la Autoridad de Tránsito Estatal con carrocería O405NH

Sydney Buses recibió 247 O405 con carrocería Pressed Metal Corporation entre 1987 y octubre de 1990. Los últimos se retiraron a principios de 2016. En enero de 1997, recibió dos O405N con carrocería Ansair. También heredó cuatro O405 con carrocería Custom Coaches al adquirir North & Western Bus Lines. Entre octubre de 1999 y diciembre de 2001, recibió 300 O405NH con carrocería Custom Coaches y GNC, y los O405NH se descontinuaron tras este pedido.
Los 300 autobuses Custom Coaches O405NH encargados por State Transit se entregaron desde Alemania con la estructura completamente construida y los paneles fueron instalados por Custom Coaches, para que el mayor número posible de estos autobuses pudiera circular a tiempo para los Juegos Olímpicos de Sídney. Tienen capacidad para 45 pasajeros y miden 12,5 metros de largo. Cuentan con motores M447hG Euro 2 que producen 175 kW.
En Australia Occidental, Transperth recibió sus O405NH entre 1999 y 2003, con 48 autobuses de gas natural y 349 diésel, incluidos seis para los servicios CAT de Perth, antes de ser reemplazados por su sucesor, el OC500LE.
Otros clientes de los O405 fueron Busways, Scenicruisers y Westbus de Quince, Clarks Bus Service y Surfside Buslines.

### Serbia
En el año 2000, la ciudad de Berlín donó los Mercedes-Benz O405, O405G y O405N. El O405G se desguazó en 2012, el O405N en 2017 y el O405 en 2019, junto con el autobús FAP A-537, que montaba el mismo chasis.

### Singapur

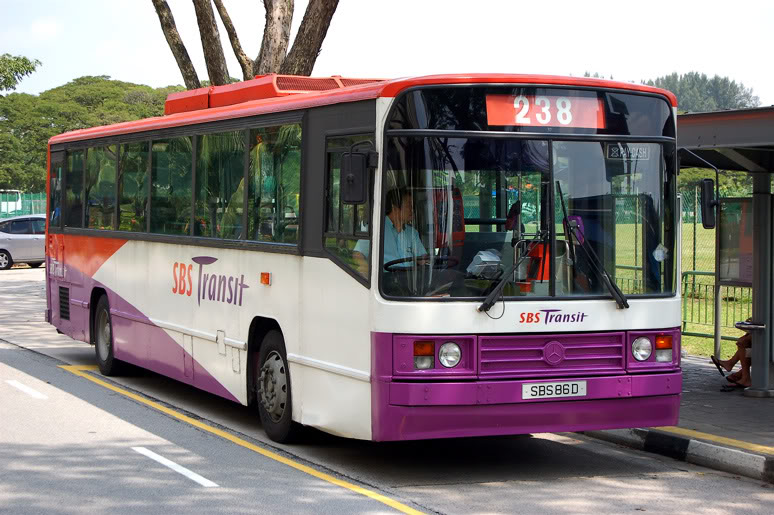
Mercedes-Benz O405 con carrocería Walter Alexander operado por SBS Transit

Servicios de Autobuses de Singapur encargó 700 Mercedes-Benz O405 para reemplazar su primer lote de Mercedes-Benz OF1413 entre 1990 y 1992. Su carrocería fue fabricada por Alexander PS y Duple Metsec (con y sin aire acondicionado). Los autobuses sin aire acondicionado se convirtieron posteriormente en autobuses con aire acondicionado entre 1998 y 1999. Contaban con un motor OM447h y una caja de cambios Mercedes W3E 110/2.2R de 3 velocidades.
Todos fueron retirados del servicio entre el 1 de marzo de 2008 y el 3 de junio de 2011, siendo reemplazados por Scania K230UB. Algunos O405 se enviaron a Tailandia y se les reestructuraron, mientras que el resto se desguazó. Una unidad, la SBS468K, se convirtió en una biblioteca móvil "Molly", registrada como XD2037B por la Junta Nacional de Bibliotecas, pero posteriormente fue reemplazada por la antigua SBS Transit Volvo B10M en 2012.
Trans-Island Bus Services adquirió un Mercedes-Benz O405 con carrocería Hispano Carrocera (con y sin aire acondicionado, aunque este último se adaptó posteriormente con aire acondicionado) y un Volgren CR221 para reemplazar los antiguos Hino RK176, Nissan Diesel U31F e Hino HT228KA de 1994 a 1999. Debido a la gran cantidad de autobuses adquiridos por Trans-Island Bus Services (TIBS) y a la necesidad de simplificar la flota de SMRT Buses, la duración de todos los autobuses Hispano O405 se extendió por dos años. Todos los Mercedes-Benz O405 con carrocería Hispano Carrocera se retiraron el 25 de septiembre de 2016. Por otro lado, los O405 con carrocería Volgren se utilizaron como autobuses de entrenamiento permanente y no se retiraron por completo hasta febrero de 2017. También están equipados con un motor OM447hLA y una transmisión ZF Ecomat 4HP 500 de 4 velocidades.
TIBS también adquirió varios lotes de autobuses articulados (Hispano Mark 1, Hispano Mark 2 (Hispano Citaro), Hispano Carrocera Habit diseñado por Pininfarina y Volgren CR221L) entre 1996 y 2004. Como los autobuses articulados no eran adecuados para el clima de Londres y Singapur, solo 40 autobuses articulados MAN NG363F A24 reemplazaron a estos autobuses articulados, y todos los restantes se retiraron el 30 de noviembre de 2020. Un autobús articulado, el TIB1238H, se ha conservado en Woodlands Bus Depot (WLDEP). Todos los autobuses articulados O405 están equipados con una transmisión ZF Ecomat 4HP 590 de 4 velocidades y el aire acondicionado por suelo radiante fue suministrado por Konvekta, mientras que las unidades articuladas O405 Volgren CR221 e Hispano Habit estaban equipadas con una caja de cambios automática Voith DIWA 863.3 de 3 velocidades y el aire acondicionado por suelo radiante fue suministrado por Hispacold (con excepción del TIB1024H).
Estos autobuses Mercedes-Benz O405G están diseñados para apodos como la empresa española Box para las otras unidades TIBS/SMRT Mercedes-Benz O405 (rígidas) y una empresa italiana Pininfarina diseñada sobre la carrocería Hispano Habit que lleva el nombre de Hispano Mark 3, mientras que las unidades O405G con carrocería Hispano Mark 2 (Hispano Citaro) y Volgren CR221L no tienen apodo para tal característica.

### Russia
- GolAZ (Golitsynskii avtobusnyi zavod) produjo los modelos O405 (AKA-5225) y O405G (AKA-6226)

### Tailandia

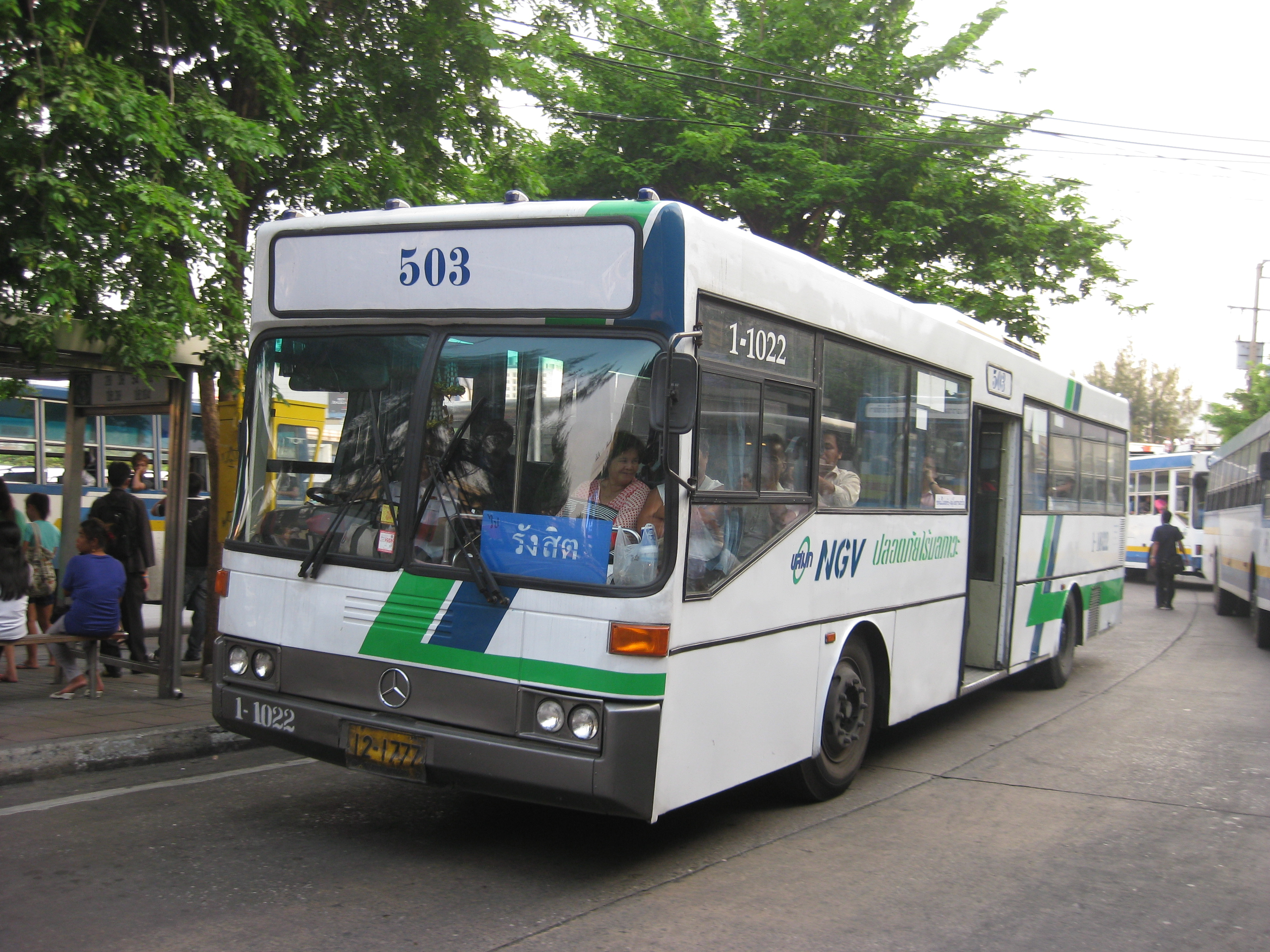
Mercedes-Benz O405CNG operado por BMTA

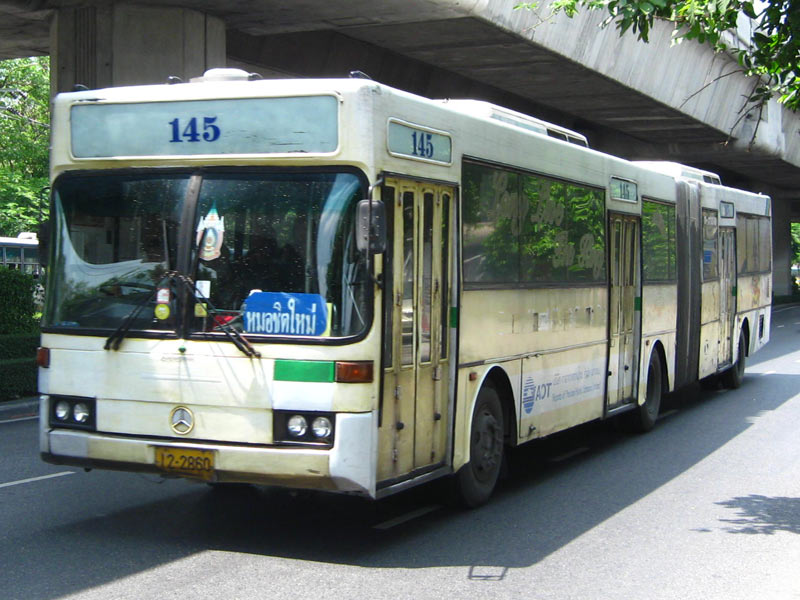
Mercedes-Benz O405G operado por BMTA

En 1993, BMTA adquirió unos 38 autobuses Mercedes-Benz O405CNG. Estos autobuses fueron retirados del mercado en 2011.
En 1995, BMTA adquirió unos 52 autobuses Mercedes-Benz O405G. Estos autobuses fueron retirados del mercado en 2011.

### Bulgaria
Eridantrans EOOD bought many buses for the 260-line to Gorna Banya. They experienced hard turbulence on the Tsar Boris III avenue, but remained unbroken.
In 2001 Sofia municipality bought 10 second hand single O405 buses from Germany. Those buses operated on various bus lines in the city and the villages around the city(such as 12, 16, 18, 21/22, 25, 26, 28, 53. 117, etc.). By 2017 all of them are withdrawn and most of them are scrapped. However, two buses are not scrapped yet and stay in Druzhba depot, but both are with huge amount of missing parts so their destiny is not clear.

### Nigeria
Se sabe que la empresa privada con sede en Lagos, Lagbus (Red Buses) de LAMATA, ha adoptado al menos 1 O407 de Alemania para trabajar en servicios regulares, lo que la convierte en la única unidad de su flota dominada por Yutong ZK6100NGA9, Marcopolo y Ashok Leyland.

## Reemplazo
La producción de la serie O405 finalizó en 2001, cuando se entregaron los últimos autobuses articulados a Trans-Island Bus Services. El O405 y el O405N fueron reemplazados por el Citaro O530, y el O405NH también fue reemplazado por el OC500LE.

## Descripción
El Mercedes-Benz O 405 montaba durante los primeros 5 años un motor atmosférico de 6 cilindros y 11.967 cc (OM 447 h) con potencias de 150 kW (204 cv) y 177 kW (240 cv) sin especificación Euro de normas de emisión de gases. Este motor ha sido evolucionado con diferentes especificaciones para todas las versiones existentes de este modelo. Son todas éstas:
- OM 447 h, aspirado, 150 kW (204 cv), Euro 0 - 1984-1989.
- OM 447 h, aspirado, 157 kW (213 cv), Euro 1 - 1990-1994.
- OM 447 hi2, aspirado, 157 kW (213 cv), Euro 2 - 1995-1999 (en España dejó de venderse en 1997).
- OM 447 h, aspirado, 177 kW (240 cv), Euro 0 - 1985-1989.
- OM 447 hA, turboalimentado, 184 kW (250 cv), Euro 1 - 1989-1993.
- OM 447 hLA, turboalimentado con intercooler, 157 kW (213 cv), Euro 1 - 1993-1996.
- OM 447 hLA, turboalimentado con intercooler, 157 kW (213 cv), Euro 2 - 1997-2001.
- OM 447 hLA, turboalimentado con intercooler, 184 kW (250 cv), Euro 1 - 1993-1996.
- OM 447 hLA, turboalimentado con intercooler, 184 kW (250 cv), Euro 2 - 1997-2001.
- OM 447 hLA, turboalimentado con intercooler, 220 kW (299 cv), Euro 2 - 1995-2001 (solo para versiones articuladas).

Como caja de cambios, bien podía montar una manual Mercedes-Benz GO de 5 velocidades o bien estas cajas automáticas:
- Mercedes-Benz W3E 110/2.2R de 3 velocidades (1984-1992).
- Mercedes-Benz W4E 112/2.2R de 3 velocidades (1984-1990).
- ZF 4/5 HP 500 de 4 o 5 velocidades (1992-2001).
- ZF 5 HP 590 de 5 velocidades (1995-2001, solo para el motor de 220 kW).
- Voith D851.2 de 3 velocidades (1989-1995).
- Voith D854.2 de 4 velocidades (1995-1998).
- Voith D864.3 de 4 velocidades (1995-2001).

En cuanto al chasis, el Mercedes-Benz O 405 dispone de una plataforma más baja con respecto a su antecesor, con la cual el acceso y la salida son más fáciles. El diseño se mantuvo incluso en la primera versión de piso bajo, siendo cambiada en la segunda. Las diferencias entre ambas versiones de piso bajo residen en el diseño de las ventanas así como la disposición de los asientos de pasajero entre puertas de entrada y salida, que en el N son calcadas a las de los O405 de piso alto y en el N2 van a ras de suelo, dejando a vista dos grandes cajas que protegen los neumáticos delanteros y donde se ubica el depósito de combustible.
El Mercedes-Benz O 405 estándar posee una capacidad de hasta 106 pasajeros. La versión articulada permite hasta 150 pasajeros, y las versiones de piso bajo permiten albergar 96 y 140 pasajeros respectivamente, según acabados (disposición de asientos, PMR opcional).
Este modelo de autobús convivió con el Mercedes-Benz Citaro entre 1997 y 2001, año en el cual dejó de venderse.

## Versiones suburbanas
A pesar de que en España no se ha vendido ninguna de estas unidades, Mercedes-Benz, al igual que en su antecesor, fabricó versiones suburbanas e interurbanas derivadas del O 405.
Para las suburbanas se designó el modelo O 407, que a diferencia del O 405 dispone de una puerta de hoja única de acceso, así como capacidad de pasajeros limitada, al igual que en su versión de piso bajo O 407 N. Su sucesor, el O 405 NÜ, seguía los mismos pasos que el O 405 N2, recibiendo las mismas características de diseño de chasis.
El Mercedes-Benz O 408 se convirtió en la versión interurbana. Un chasis menos alto y unos peldaños de acceso más bajos, así como el salpicadero heredaro de sus hermanos lo diferenciaban del autocar O 404.
Para estas versiones se han reservado siempre los dos motores más potentes, según épocas de fabricación, así como una transmisión Mercedes-Benz GO manual de 6 velocidades o una ZF 5 HP 500 o 590 automática de 5 velocidades.